# Джек і Діана (фільм, 2012)
«Джек і Діана» (англ. «Jack & Diane») — романтично-горрорний фільм-драма американського режисера Бредлі Руста Ґрея, знятий у 2012 році. З Джуно Темпл та Райлі Кіо у головних ролях.

## Сюжет
Юній Діані перед від'їздом до школи у Франції потрібно кілька тижнів прожити в Нью-Йорку під контролем тітки, з якою у дівчини постійні непорозуміння. До того ж, додаються проблеми з сестрою-близнючкою Карен, інтимне відео якої однокурсники виклали в Інтернет. Абсолютно спантеличена, Діана блукає навмання вулицями великого міста і намагається знайти допомогу у перших-ліпших людей. В одному невеликому магазинчику вона знайомиться з підстриженою під хлопчика дівчиною на ім'я Джек, яка вирішує взяти Діану під свою опіку. Тітка зовсім не в захваті від нової подруги племінниці, але змушена в результаті змиритися з тим, що відбувається.
Однак Джек хоче не тільки духовної, але й фізичної близькості з Діаною, на яку та вперто не погоджується. Після чергової спроби таких стосунків у дівчини виникають галюцинації, в яких вона бачить себе монстром, який пожирає тіло подруги. За кілька днів перед розставанням Джек і Діана прогулюються містом, розмовляють про життя й про те, що після від'їзду Діани вони навряд чи ще коли-небудь зустрінуться. Уже в Парижі Діана отримує з Нью-Йорка бандероль з касетою, на якій записані пісні покійного брата Джек.

## У ролях
| Актор            | Роль           |
| ---------------- | -------------- |
| Джуно Темпл      | Діана/Карен    |
| Райлі Кіо        | Джек           |
| Дейн Де Гаан     | Кріс           |
| Хевіленд Морріс  | мати Джек      |
| Кера Сеймур      | тітонька Лінда |
| Кайлі Енн Міноуґ | Тара           |
| Лу Тейлор Пуччі  | Том            |
| Ніл Гафф         | Джеррі         |
| Майкл Чернус     | Джеймі         |

### Перший каст
У 2008 році, на головні ролі цього фільму спочатку були обрані акторки Олівія Тірлбі та Еллен Пейдж, перш ніж цей кіно-проєкт був відкладений.

## Музика
Австралійська співачка Кайлі Міноуґ й ісландська група «múm» записали і випустили рекламний сингл "Whistle" для саундтрека фільму.

## Критика
Фільм отримав змішані, проте в основному негативні відгуки. Його рейтинг на «Rotten Tomatoes» становить 13 %, рейтинг на «Metacritic» — 45/100, що означає «змішані або середні відгуки».

## Нагороди
- 2012 Міжнародний кінофестиваль у Локарно — участь у конкурсній програмі[5][6][7].
- 2012 кінофестиваль Трайбека — участь в конкурсній програмі в категорії «Кращий ігровий фільм».